# Пентаборан
«Пентабора́н» — также называемый «нонагидри́д пентабо́ра», «стабильный пентабора́н» и «Пентабора́н(9)» для того, чтобы отличать его от соединения бора B5H11 — химическое соединение, которое рассматривалось военными 1950-х годов в США и СССР, в качестве перспективного ракетного/самолётного топлива, называемого также «экзотическим горючим». Молекула состоит из пяти атомов бора и девяти атомов водорода (B5H9) и является одним из бороводородов. В обычных условиях имеет вид бесцветной жидкости с едким чесночно-ацетонным запахом, которая экзотермично реагирует с водой при температуре выше 30 °C и в виде образовавшихся паров — с воздухом. Точка замерзания составляет −46,8 °C, кипения 60,1 °C, молярная масса 63,13 г/моль и обладает низкой плотностью 0,618 г/мл. Из-за того, что пламя борных соединений имеет характерный зелёный цвет, в США пентаборан имеет неформальное имя «Зеленый дракон».

## Обзор свойств
Пентаборан хорошо растворим в углеводородах — бензоле, циклогексане и всех смазочных материалах. При хранении подвержен незначительному химическому разложению с выделением небольшого количества водорода и твёрдого осадка. Производство осуществляется путём пиролиза диборана. В США пентаборан производился «Химической компанией Каллери» (en). Дата обращения: 8 мая 2009. Архивировано 31 марта 2012 года. В 1985 году «Каллери» выкупила часть резервного топлива и переработала его на составляющие элементы — бор и водород.

### Пожароопасность
Пары пентаборана тяжелее воздуха, являются пирофорными, то есть могут внезапно воспламениться при контакте с воздухом даже при незначительном загрязнении. Легко формирует взрывоопасные соединения, детонирующие при ударе, активно горит и взрывается при контакте с многими средствами пожаротушения, в частности при контакте с водой и галогенуглеводородами. При температуре выше 150 °C распадается с выделением водорода, что может представлять опасность при хранении в закрытом контейнере из-за роста давления. Нестабилен в присутствии диборана.

### Токсичность
Пары чрезвычайно токсичны при вдыхании, попадании на кожу, слизистые оболочки, в глаза и пищеварительный тракт. К поражениям внутренних органов пентабораном относятся поражения печени, почек и нервной системы. Ранние симптомы слабого отравления могут проявиться через 48 часов. Попадание пентаборана на кожу по внешнему виду схоже с симптомами обморожения. Кроме общей токсичности, это вещество поражает нервную систему и обладает нервно-паралитическим действием, которое по силе сравнимо с боевыми отравляющими веществами.

## Топливо
Водород является наиболее эффективным топливом при использовании таких окислителей, как кислород и фтор, но сжижается лишь при очень низких температурах с дополнительным недостатком в виде низкой плотности. По этой причине производились и производятся поиски химического соединения водорода с как можно более плотным содержанием водорода на долю вещества. Пентаборан имеет преимущество в качестве эффективного топлива по сравнению с углеводородами по причине ме́ньшей атомной массы бора (основной изотоп 10B) по сравнению с углеродом (основной изотоп 12C). Таким образом, бор легче на две атомные единицы массы, а некоторые бороводороды содержат больше атомов водорода по сравнению с углеводородными эквивалентами. Кроме этого, рассматривается также лёгкость разрушения химических связей соединения.
Первоначальный интерес к пентаборану возник в связи с поиском топлива для сверхзвуковых самолетов. Считается, что наибольший удельный импульс в результате сжигания топлива и окислителя может быть получен при использовании пары компонентов пентаборан/OF2 (дифторид кислорода). В ходе первых лет космической гонки и холодной войны инженеры были вынуждены искать способы увеличения эффективности двигателей для уменьшения затрат при эксплуатации авиационной и ракетной техники. Например, рассматривались варианты с очень токсичными, но эффективными третьими ступенями ракет-носителей (см. РН «УР-700»).
Проблемы с данным топливом заключались в его токсичности, свойстве вспыхивать при контакте с воздухом и токсичности продуктов горения. Безопасный и дешёвый способ утилизации пентаборана был изобретён только в 2000 году — он основан на гидролизе пентаборана водяным паром, в результате которого получаются газообразный водород и раствор борной кислоты (Н3BО3). Это позволило избавиться от накопленных запасов B5H9 в США, за что эта технология получила неформальное название «Убийцы дракона».
Среди реализованных проектов, которые использовали пентаборан в качестве топлива, следует отметить проект американского сверхзвукового бомбардировщика «Валькирия» (XB-70), который не был принят на вооружение по причине прекращения экспериментов с использованием этого вида топлива в США в 1959 году. Также пентаборан исследовался в качестве топлива-кандидата с окислителем N2О4 (или ТА). Академик В. П. Глушко в СССР использовал его в версии экспериментального ЖРД РД-270 («РД-270M») в ходе разработки двигателя в период 1962-1970 годов.

### Пентаборан с разными окислителями
В зависимости от выбранного окислителя пентаборан обладает различной эффективностью в качестве топлива. Ниже приведена таблица для сравнения этой характеристики.
| Окислитель        | Удельная тяга(Р1,сек) | Температура сгорания °С | Плотность топлива г/см3 | Прирост скорости, ΔVид,25, м/сек | Весовое содерж.горючего % |
| ----------------- | --------------------- | ----------------------- | ----------------------- | -------------------------------- | ------------------------- |
| Фтор              | 360,9                 | 4807                    | 1,199                   | 4900                             | 18                        |
| Тетрафторгидразин | 334                   | 4567                    | 1,027                   | 4164                             | 13                        |
| ClF3              | 290,3                 | 4174                    | 1,493                   | 4423                             | 12                        |
| ClF5              | 308,6                 | 4383                    | 1,413                   | 4572                             | 13                        |
| Перхлорилфторид   | 299,3                 | 3969                    | 1,239                   | 4136                             | 21                        |
| Фторид кислорода  | 361,6                 | 4736                    | 1,179                   | 4866                             | 20                        |
| Кислород          | 319,7                 | 3887                    | 0,897                   | 3686                             | 32                        |
| Пероксид водорода | 309,1                 | 2696                    | 1,021                   | 3839                             | 31                        |
| N2O4              | 299,3                 | 3640                    | 1,084                   | 3846                             | 25                        |
| Азотная кислота   | 293,7                 | 3315                    | 1,107                   | 3820                             | 25                        |